# تنظير القولون الافتراضي

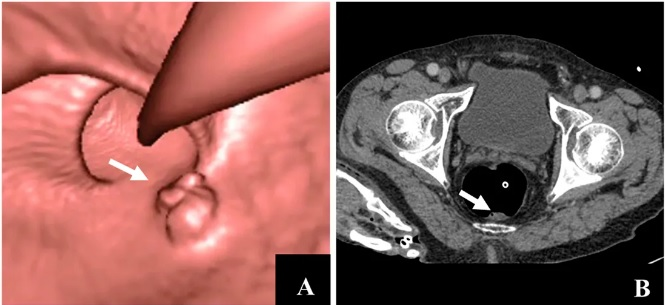

تنظير القولون الافتراضي (ويطلق عليه أيضًا تصوير القولون المحوسب أو استرواح القولون) هو إجراء تصويري طبي يستخدم الأشعة السينية وأجهزة الحاسوب لإنتاج صور ثنائية وثلاثية الأبعاد للقولون (الأمعاء الغليظة) بدءًا من الجزء الأدنى، المستقيم، حتى النهاية السفلية للأمعاء الدقيقة ويعرضها على الشاشة. يستخدم الإجراء لتشخيص أمراض القولون والأمعاء، بما في ذلك الأورام الحميدة، والرتوج وسرطان القولون والمستقيم. يُجرى تنظير القولون الافتراضي عبر التصوير المقطعي المحوسب (CT)، الذي يطلق عليه أحيانًا فحص CAT، أو باستخدام التصوير بالرنين المغناطيسي. يمكن أن يعرض تنظير القولون الافتراضي صورًا ثلاثية الأبعاد لداخل اللمعة. يوفر تنظير القولون الافتراضي فائدة ثانوية للكشف عن الأمراض أو التشوهات خارج القولون.

## الإجراء
تختلف التحضيرات لتنظير القولون كلّ بحسب نوعه، لكن يُطلب عادة من المريض تناول أدوية مسهلة أو عوامل أخرى عن طريق الفم في المنزل قبل يوم من العملية للتخلص من البراز الموجود في القولون. تستخدم أيضًا تحميلة لتنظيف المستقيم من أي مادة برازية متبقية. يمكن أيضًا إعطاء المريض حلًا مُصممًا للتخلص من أي براز متبقٍ لم يتخلص منه القولون بعد بواسطة ملين، يُسمى «واسم برازي». يتيح ذلك للمستخدم (عادةً أخصائي أشعة استشاري)، عرض صور ثلاثية الأبعاد لفعالية طرح البراز المتبقي، مما قد يعطي نتائجًا إيجابية خاطئة.
يُجرى تنظير القولون الافتراضي في قسم الأشعة في المستشفى أو في المركز الطبي. يستغرق الفحص تقريبًا 10 دقائق ولا يتطلب إعطاء المريض مهدئات.
أثناء الإجراء:
- يوضع المريض في وضعية الاستلقاء على طاولة الفحص.
- يمكن إعطاء المريض جرعة من بوتيل سكوبولامين عن طريق الوريد لتقليل نشاط العضلات في المنطقة.
- يُدخل أنبوب رفيع في المستقيم، بشكل يمكن ضخ الهواء عبر الأنبوب من أجل نفخ القولون لمشاهدة أفضل.
- تتحرك طاولة الفحص عبر الماسح الضوئي لإنتاج سلسلة من المقاطع العرضية ثنائية الأبعاد على طول القولون. يجمع برنامج الحاسوب هذه الصور معًا لإنشاء صورة ثلاثية الأبعاد يمكن عرضها على شاشة الفيديو.
- يطلب من المريض أن يحبس أنفاسه أثناء الفحص لتجنب تشوه الصور.
- ثم يُكرر الفحص مع المريض وهو في وضع الرقود.

بعد الفحص، يجب معالجة الصور التي ينتجها الماسح الضوئي في صورة ثلاثية الأبعاد، مع أو دون الانتقال عبر برنامج سينمائي يسمح للمستخدم بالانتقال عبر الأمعاء (كما لو كان يجري تنظير قولون طبيعي). يقيم أخصائي الأشعة النتائج لتحديد أي تشوهات.
قد يستأنف المريض نشاطه الطبيعي بعد العملية، ولكن في حالة وجود تشوهات واحتاج إلى تنظير القولون التقليدي، فقد يُجرى في نفس اليوم.

## المزايا
يُعد تنظير القولون الافتراضي أكثر راحة من تنظير القولون التقليدي بالنسبة لبعض الأشخاص؛ لأنه لا يستخدم منظار القولون، وبذلك، لا يوجد حاجة للتخدير، ويمكن للمريض العودة إلى أنشطته المعتادة أو العودة إلى المنزل بعد العملية دون أن يحتاج مساعدة من شخص آخر. يؤدي التخدير الأقل إلى تقليل خطر الإجراء نظرًا لاحتمالية وجود ردود فعل سلبية ناتجة عن الأدوية المهدئة المستخدمة أثناء تنظير القولون التقليدي عند بعض الأشخاص. يوفر تنظير القولون الافتراضي صورًا أكثر وضوحًا وتفصيلًا من الأشعة السينية التقليدية التي تستخدم حقنة شرجية من الباريوم، والتي تسمى أحيانًا سلسلة الجهاز الهضمي السفلي (GI). إضافة لذلك لن يحصل 1 من كل 10 مرضى على تقييم لكامل القولون الأيمن (الأعور) عند تنظير القولون التقليدي، ويستغرق تنظير القولون الافتراضي أيضًا وقتًا أقل من تنظير القولون التقليدي أو سلسلة الجهاز الهضمي السفلية.
يوفر تنظير القولون الافتراضي فائدة ثانوية بالكشف عن الأمراض أو التشوهات خارج القولون. وجدت إحدى الدراسات التي أجريت على البالغين الذين لا يُظهرون أعراضًا والذين يخضعون لتنظير قولون افتراضي روتيني أنه يمكن كشف حالة سرطانية خارج قولونية غير متوقعة واحدة لكل 300 فحص، ونحو سرطان قولون ومستقيم غاز لكل 500 فحص، وذلك بمعدل إجمالي لحوالي سرطان واحد غير متوقع من أي نوع كُشف عنه لكل 200 فحص. كان سرطان القولون والمستقيم الغازي أكثر الأورام الخبيثة المكتشفة شيوعًا، يليها سرطان الخلية الكلوية.